# Grand Cul-de-Sac Marin
Grand Cul-de-Sac Marin is een baai en beschermd natuurgebied op de eilanden Basse-Terre en Grande-Terre in Guadeloupe. Sinds 1993 is het beschermd als een Ramsargebied. In 2006 werd het onderdeel van het Nationaal Park Guadeloupe.

## Overzicht
Grand Cul-de-Sac Marin is een ondiepe baai die loopt van het noordoosten van Basse-Terre tot het noordwesten van Grand-Terre. De baai is beschermd door een 25 km lang koraalrif. In de baai bevinden zich veel kleine koraaleilandjes. De kust heeft ongeveer 5.000 hectare aan mangrovebossen.
Grand Cul-de-Sac Marin heeft een hoge biodiversiteit. De meeste koraalsoorten van de Franse Antillen komen in de baai voor. Van de 600 vissoorten in het Caraïbisch gebied komen 261 in de baai voor. De draslanden aan de kust worden door veel vogels bezocht waaronder de endemische Guadeloupespecht. De Îlets de Carénage-eilanden worden door sterns gebruikt als broedgebied.
In 1987 werd een gedeelte van Grand Cul-de-Sac Marin een beschermd natuurgebied. In 1993 werd het aangewezen als Ramsargebied. In 2006 werd het een integraal onderdeel van het Nationaal Park Guadeloupe. In 2012 werd het gebied uitgebreid tot 295 km2. In 2016 werd begonnen met de herintroductie van lamantijnen in de baai.

## Galerij

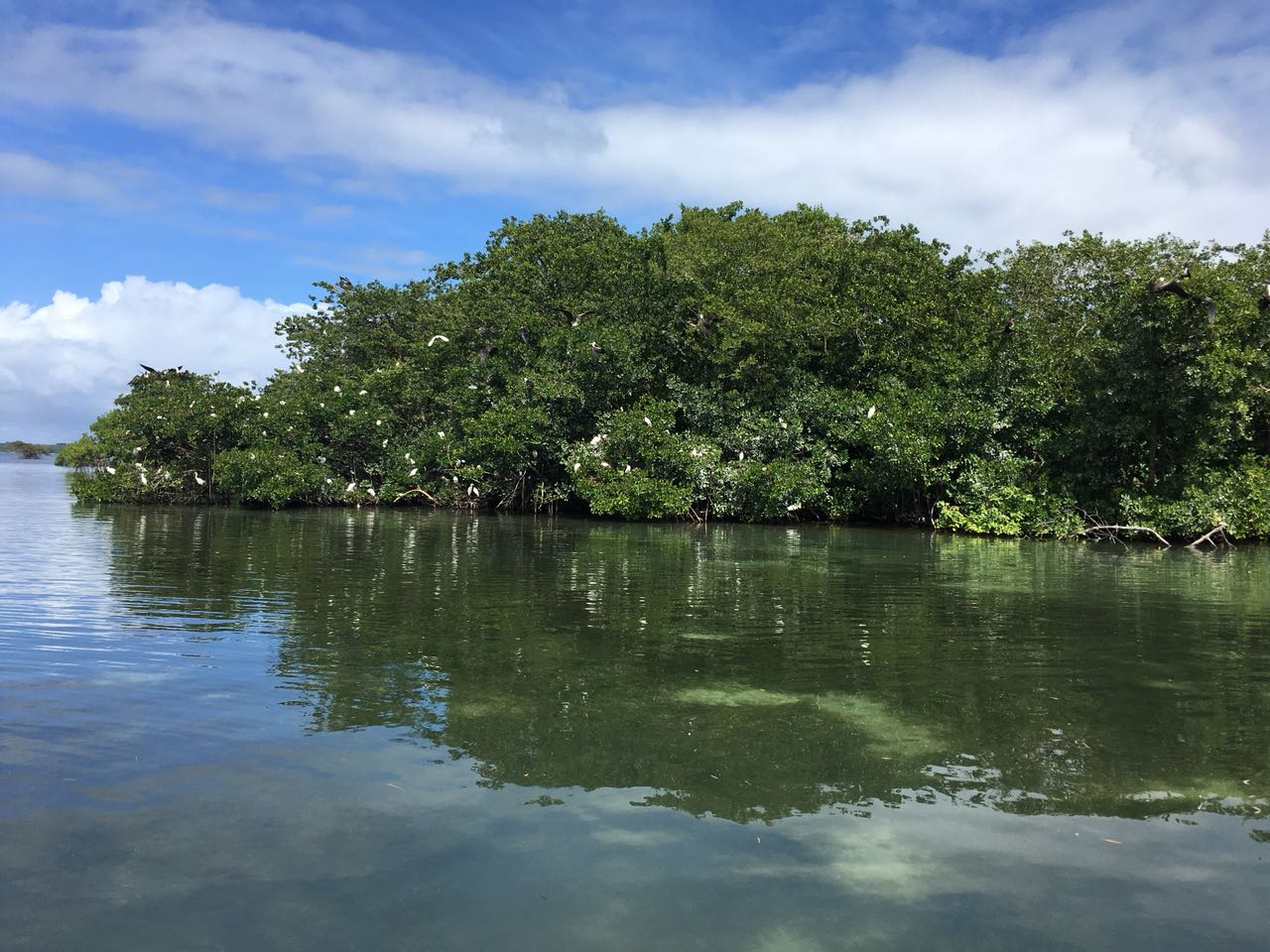
Eiland Îlets Carénage
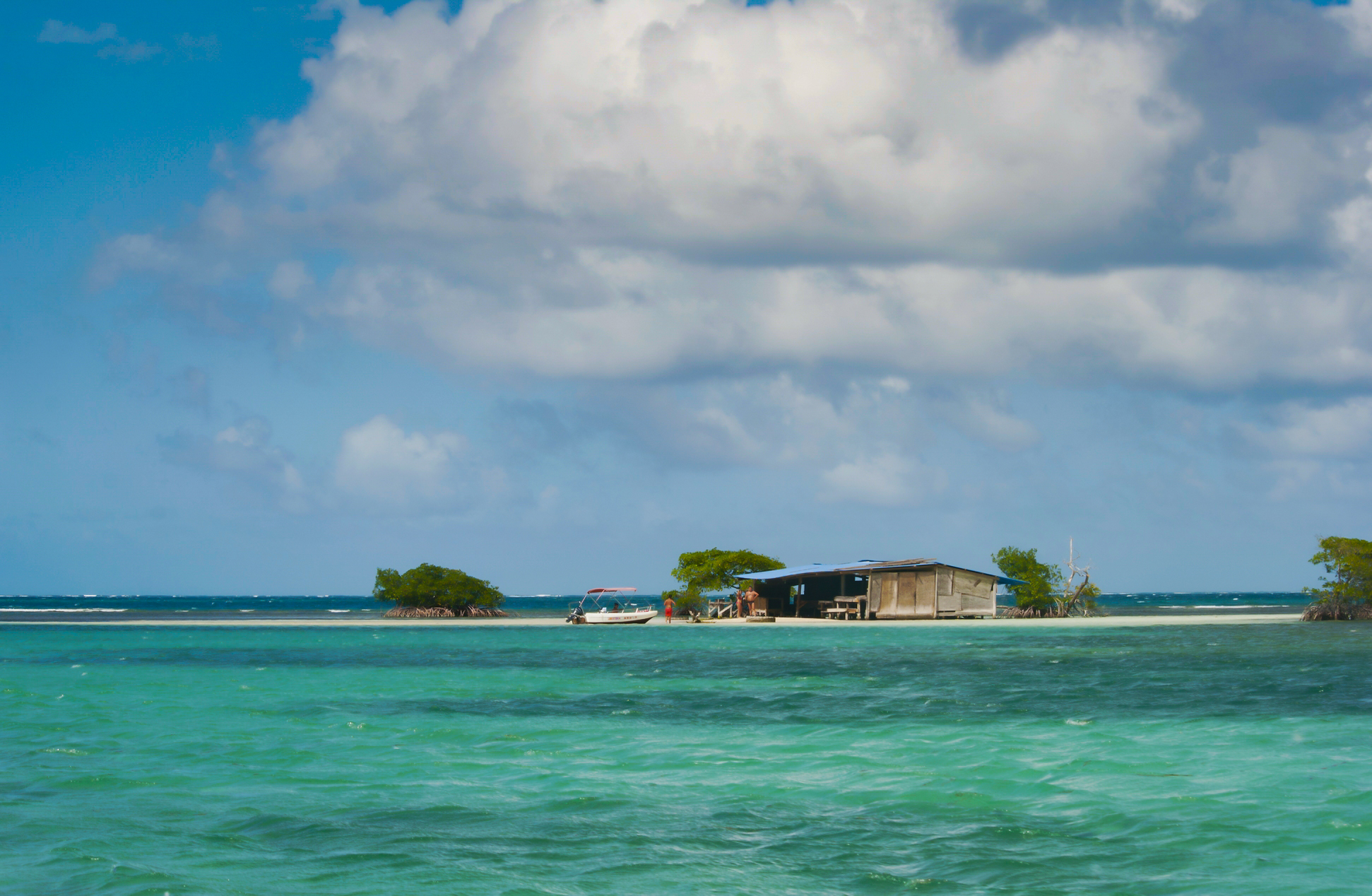
Huis in Grand Cul-de-Sac Marin
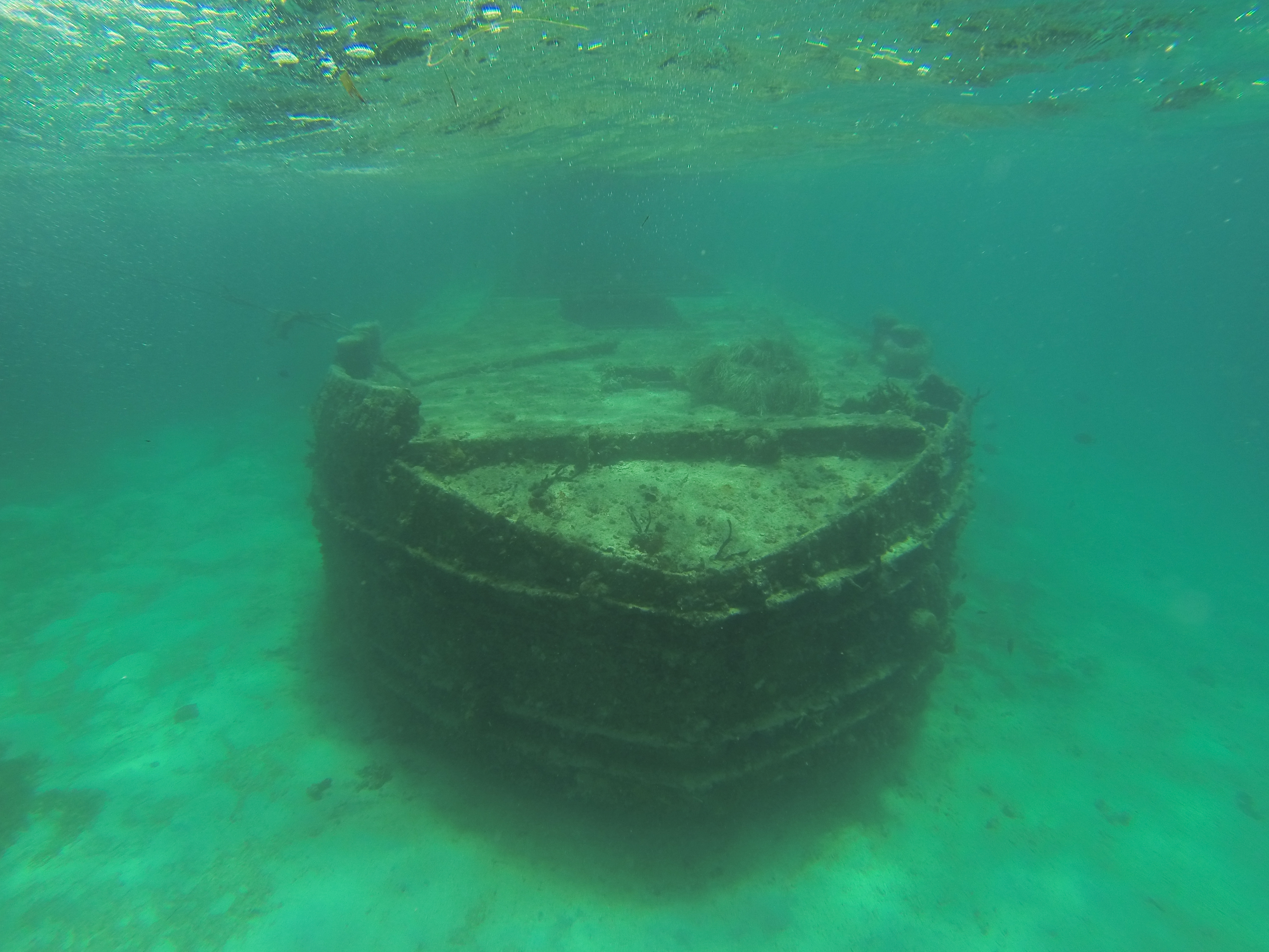
Scheepswrak in de baai
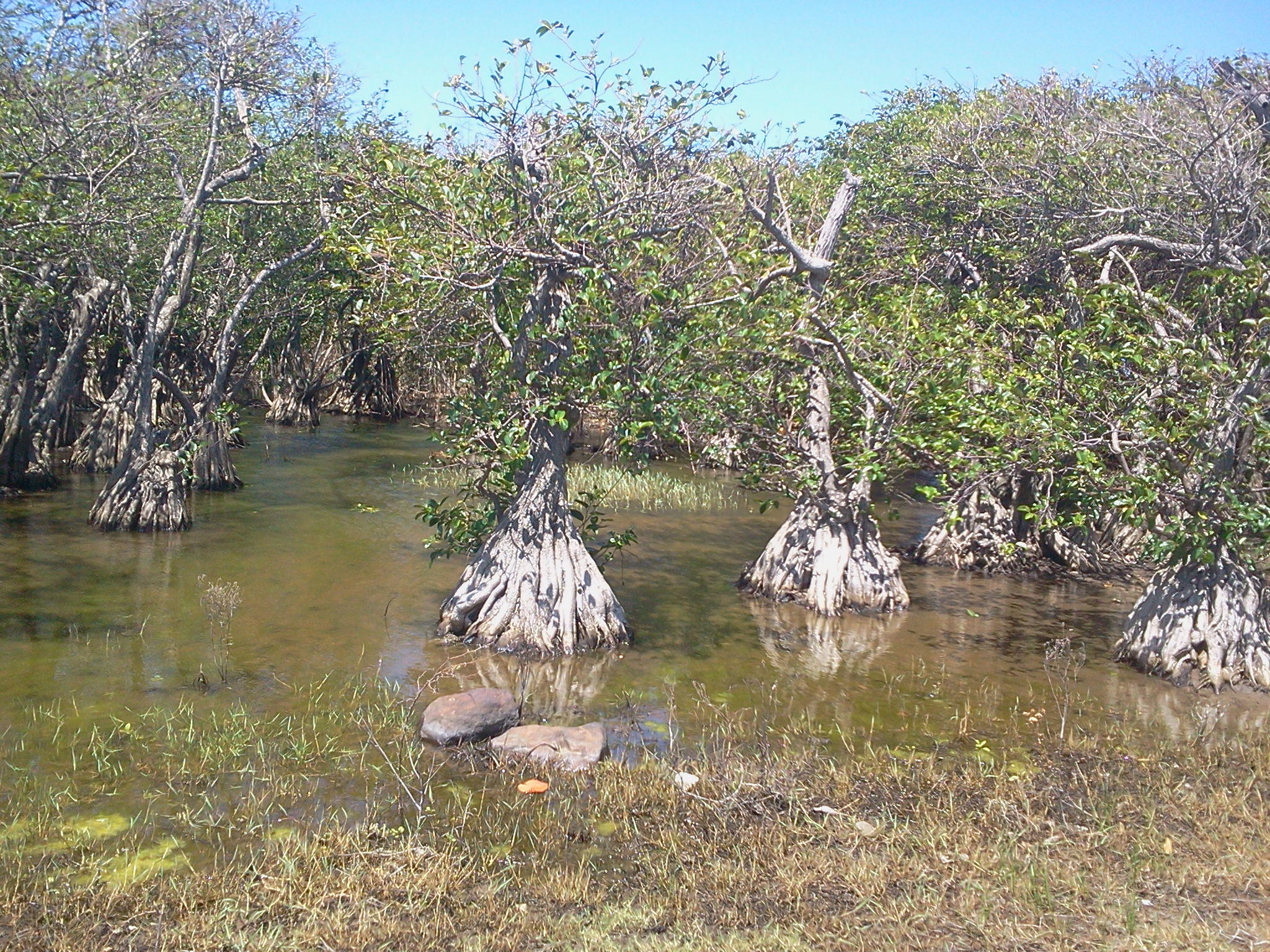
Mangrovebos

- Système universitaire de documentation: 05066560X
- Virtual International Authority File: 63144647637314384679

Grand-Îlet · Îles de la Petite-Terre · Îlet du Gosier · Nationaal Park Guadeloupe (Grand Cul-de-Sac Marin · Réserve Cousteau)